# Zsuzsanna Jánosi
Zsuzsanna Jánosi-Németh (* 19. Januar 1963 in Budapest) ist eine ehemalige ungarische Florettfechterin.

## Erfolge
Zsuzsanna Jánosi wurde 1987 in Lausanne mit der Mannschaft Weltmeisterin und gewann mit ihr zwischen 1983 und 1994 zudem eine Silbermedaille und zwei Bronzemedaillen. 1991 wurde sie in Wien mit der Mannschaft Europameisterin, im Einzel sicherte sie sich Bronze. 1993 folgte der Gewinn der Silbermedaille. Jánosi nahm an drei Olympischen Spielen teil: 1988 in Seoul erreichte sie mit der ungarischen Equipe ungeschlagen das Halbfinale, in dem sie Italien mit 3:9 unterlagen. Das Gefecht um den dritten Platz gewann die Mannschaft im Anschluss gegen die Sowjetunion mit 9:2, sodass Jánosi gemeinsam mit Katalin Tuschák, Edit Kovács, Gertrúd Stefanek und Zsuzsanna Szőcs die Bronzemedaille erhielt. Auch im Einzel erreichte sie Halbfinale, das sie gegen Anja Fichtel mit 5:8 verlor. Das Gefecht um Bronze gegen Zita Funkenhauser verlor sie ebenfalls mit 7:8 knapp. Die Olympischen Spiele 1992 in Barcelona schloss sie im Einzel auf dem neunten Platz ab, den Mannschaftswettbewerb auf dem siebten Platz. 1996 wurde sie in Atlanta im Einzel Elfte, während sie mit der Mannschaft als Viertplatzierte einen Medaillengewinn knapp verpasste.